# Big N' Tasty

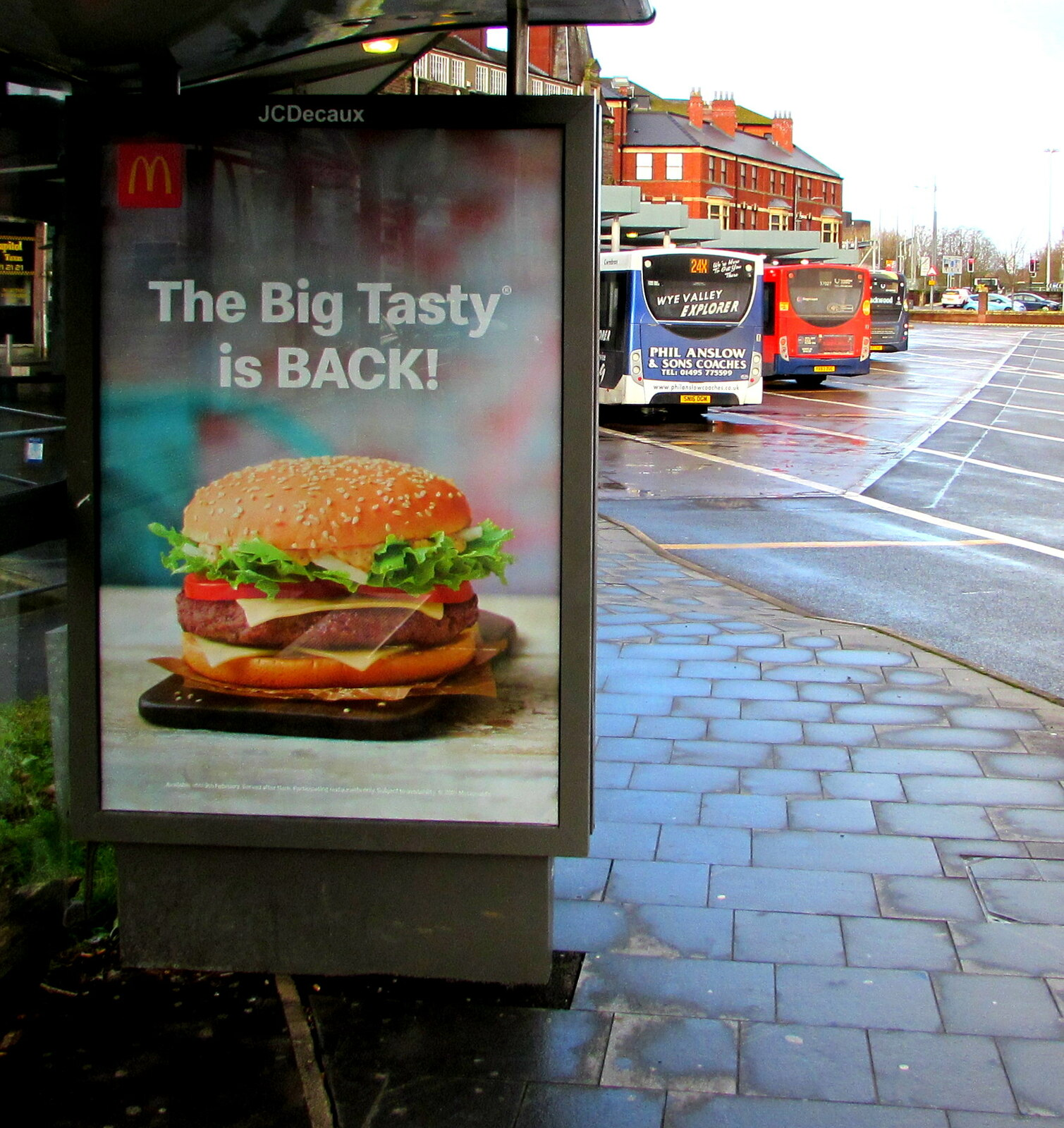
Quảng cáo dòng sản phẩm Big N' Tasty

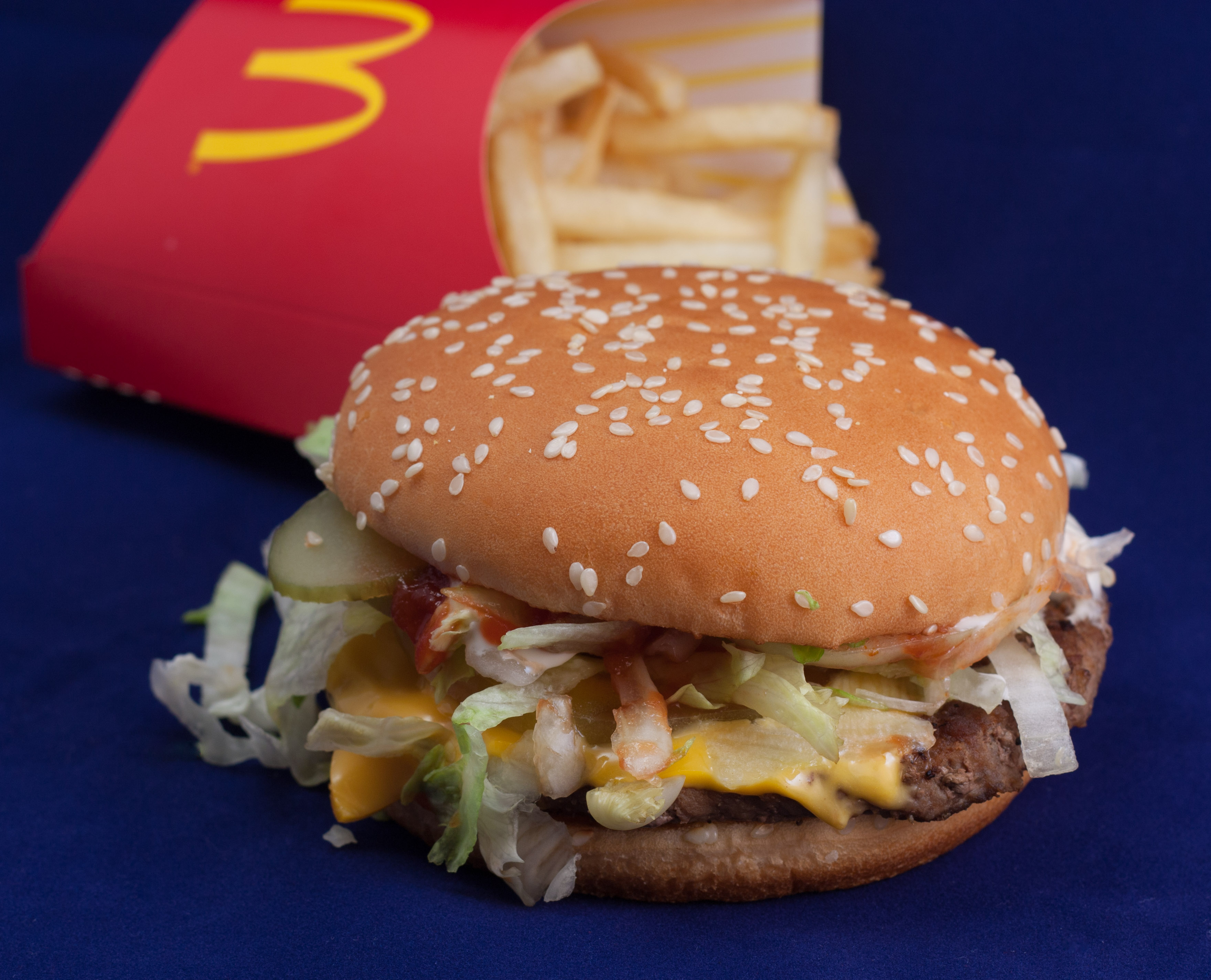
Một dòng sản phẩm Big N' Tasty

Big N' Tasty là một loại hamburger thuộc dòng sản phẩm được chuỗi nhà hàng thức ăn nhanh quốc tế McDonald's bày bán. Sản phẩm buger này được thiết kế để cạnh tranh với sản phẩm sandwich Whopper. Một biến thể tương tự có tên gọi là Big Tasty (không có chữ "N" ở giữa) lần đầu tiên được tung ra tại Ả-rập Xê-út, được bán bên ngoài Hoa Kỳ ở một số vùng của Vương quốc Anh, Châu Âu, Nam Mỹ, Nam Phi, Trung Đông và Đài Loan. Thành phần Big N' Tasty bao gồm một miếng thịt bò tẩm gia vị có cân nặng một phần tư pound, một miếng patty với sốt cà chua, sốt mayonnaise, hành tây thái mỏng, hai lát dưa chua, lá rau diếp và một lát cà chua trên một cái bánh mì hạt vừng. Cấu hình Big Tasty hơi khác một chút, bao gồm một miếng thịt bò nặng một phần ba pound (151 g), bánh mì hạt vừng, rau diếp cắt vuông, hai lát cà chua, hành tây thái mỏng, ba lát pho mát Emmental và sốt Big Tasty (có hương vị khói).
Biến thể Big Tasty Bacon cũng có thể được nhét thêm các dải thịt xông khói, biến thể này không có ở Hoa Kỳ, chỉ có ở thị trường quốc tế. Big N' Tasty là sản phẩm mới nhất tính đến tháng 1 năm 2025 trong loạt sản phẩm burger được thiết kế, chế biến để cạnh tranh với Whopper của Burger King. Chiếc bánh sandwich đầu tiên trong dòng sản phẩm này là McDLT, ra mắt vào năm 1984. Nó được bày bán trong một dạng bao bì mới lạ, trong đó thịt và bánh mì dưới được chế biến riêng biệt với rau diếp, cà chua, phô mai, dưa chua, nước sốt và bánh mì trên cùng và cả hai sau đó được đóng gói trong một hộp đựng hai mặt được thiết kế đặc biệt. Sau đó, người tiêu dùng được yêu cầu hoàn tất việc chuẩn bị bằng cách kết hợp các mặt "nóng" và "mát" ngay trước khi ăn. Công ty đã ngừng sản xuất dòng sản phẩm vào tháng 1 năm 1991 để có vẻ thân thiện hơn với môi trường khi chuyển từ bao bì polystyrene vốn là một phần không thể thiếu trong "trải nghiệm" McDLT. McDLT cuối cùng đã được thay thế bằng McLean Deluxe vào năm 1991. Đây là một loại bánh mì kẹp thịt ít chất béo có chứa carrageenan để thay thế mỡ bò trong miếng thịt và được phục vụ mà không cần sốt mayonnaise.